# Elezioni generali in Zambia del 2021
Le elezioni generali in Zambia del 2021 si sono tenute il 12 agosto per l'elezione del Presidente e il rinnovo dell'Assemblea nazionale.

## Risultati

### Elezioni presidenziali
| Hakainde Hichilema | Partito Unito per lo Sviluppo Nazionale      | 2 852 348 | 59,02 |  |  |  |  |  |
| Edgar Lungu        | Fronte Patriottico                           | 1 870 780 | 38,71 |  |  |  |  |  |
| Harry Kalaba       | Partito Democratico                          | 25 231    | 0,52  |  |  |  |  |  |
| Andyford Banda     | Alleanza del Popolo per il Cambiamento       | 19 937    | 0,41  |  |  |  |  |  |
| Fred M'membe       | Partito Socialista                           | 16 644    | 0,34  |  |  |  |  |  |
| Highvie Hamududu   | Partito dell'Unità Nazionale e del Progresso | 10 480    | 0,22  |  |  |  |  |  |
| Chishala Kateka    | New Heritage Party                           | 8 169     | 0,17  |  |  |  |  |  |
| Charles Chanda     | Zambia Unita, Prospera e Sostenibile         | 6 543     | 0,14  |  |  |  |  |  |
| Lazarus Chisela    | Zambiani Uniti per lo Sviluppo Sostenibile   | 5 253     | 0,11  |  |  |  |  |  |
| Nevers Mumba       | Movimento per la Democrazia Multipartitica   | 4 968     | 0,10  |  |  |  |  |  |
| Enock Tonga        | 3rd Liberation Movement                      | 3 112     | 0,06  |  |  |  |  |  |
| Trevor Mwamba      | United National Independence Party           | 3 036     | 0,06  |  |  |  |  |  |
| Sean Enock Tembo   | Patrioti per il Progresso Economico          | 1 813     | 0,04  |  |  |  |  |  |
| Stephen Nyirenda   | National Restoration Party                   | 1 808     | 0,04  |  |  |  |  |  |
| Kasonde Mwenda     | Economic Freedom Fighters                    | 1 345     | 0,03  |  |  |  |  |  |
| Richard Silumbe    | Leadership Movement                          | 1 296     | 0,03  |  |  |  |  |  |
| Totale             | Totale                                       | 4 832 763 | 100   |  |  |  |  |  |
|                    |                                              |           |       |  |  |  |  |  |
| Voti non validi    | Voti non validi                              | 126 569   | 2,55  |  |  |  |  |  |
| Votanti            | Votanti                                      | 4 959 332 |       |  |  |  |  |  |

### Elezioni parlamentari
| Liste                                        | Voti      | %     | Seggi |
| -------------------------------------------- | --------- | ----- | ----- |
| Partito Unito per lo Sviluppo Nazionale      | 2 230 324 | 46,22 | 82    |
| Fronte Patriottico                           | 1 722 718 | 35,70 | 60    |
| Partito Socialista                           | 61 325    | 1,27  | –     |
| Partito Democratico                          | 50 886    | 1,05  | –     |
| Alleanza del Popolo per il Cambiamento       | 20 227    | 0,42  | –     |
| Partito dell'Unità Nazionale e del Progresso | 13 178    | 0,27  | 1     |
| United National Independence Party           | 12 742    | 0,26  | –     |
| Forum per la Democrazia e lo Sviluppo        | 4 006     | 0,08  | –     |
| Congresso Democratico Nazionale              | 3 807     | 0,08  | –     |
| Movimento per la Democrazia Multipartitica   | 3 665     | 0,08  | –     |
| Leadership Movement                          | 3 585     | 0,07  | –     |
| Partito Democratico Cristiano                | 3 471     | 0,07  | –     |
| New Heritage Party                           | 1 762     | 0,04  | –     |
| Golden Party Zambia                          | 858       | 0,02  | –     |
| National Restoration Party                   | 664       | 0,01  | –     |
| Zambiani Uniti per lo Sviluppo Sostenibile   | 554       | 0,01  | –     |
| Partito Verde dello Zambia                   | 499       | 0,01  | –     |
| Zambia Unita, Prospera e Pacifica            | 309       | 0,01  | –     |
| Movimento per il Cambiamento Democratico     | 306       | 0,01  | –     |
| Patrioti per il Progresso Economico          | 232       | 0,00  | –     |
| Economic Freedom Fighters                    | 104       | 0,00  | –     |
| Indipendenti                                 | 690 418   | 14,31 | 13    |
| Totale                                       | 4 825 640 | 100   | 156   |

- Nel collegio di Kaumbwe le elezioni furono rinviate al 21 ottobre; i risultati sopra indicati tengono conto dell'esito elettorale di tale collegio.